# Euphorbia guyoniana
Euphorbia guyoniana es una especie perteneciente a la familia Euphorbiaceae. 

## Descripción
Planta poderosa, de 30-100 cm con tronco subterráneo  muy largo; tallos rectos no carnosos , muy ramificados; hojas alternas, estrechas, a menudo ausentes en las ramas floridas.

## Distribución y hábitat
Especie endémica del Sahara septentrional en Argelia, Túnez y Libia. También en Marruecos. Habita en dunas y arenas del desierto.

## Taxonomía
Euphorbia guyoniana fue descrita por Boiss. & Reut. y publicado y aceptado en Pugillus Plantarum Novarum Africae Borealis Hispaniaeque Australis 109. 1852.
Etimología
Euphorbia: nombre genérico que deriva del médico griego del rey Juba II de Mauritania (52 a 50 a. C. - 23), Euphorbus, en su honor – o en alusión a su gran vientre –  ya que usaba médicamente Euphorbia resinifera. En 1753 Carlos Linneo asignó el nombre a todo el género.
guyoniana: epíteto otorgado por Pierre Edmond Boissier en honor del médico francés C.L.Guyon que sirvió a la Armada Francesa en el Norte de África y recolectó plantas en Argelia y Túnez.
Sinonimia
- Tithymalus guyonianus (Boiss. & Reut.) Klotzsch & Garcke[6][7]